# Żelechlinek (gromada)
Żelechlinek – dawna gromada, czyli najmniejsza jednostka podziału terytorialnego Polskiej Rzeczypospolitej Ludowej w latach 1954–1972.
Gromady, z gromadzkimi radami narodowymi (GRN) jako organami władzy najniższego stopnia na wsi, funkcjonowały od reformy reorganizującej administrację wiejską przeprowadzonej jesienią 1954 do momentu ich zniesienia z dniem 1 stycznia 1973, tym samym wypierając organizację gminną w latach 1954–1972.
Gromadę Żelechlinek siedzibą GRN w Żelechlinku utworzono – jako jedną z 8759 gromad na obszarze Polski – w powiecie rawskim w woj. łódzkim, na mocy uchwały nr 37/54 WRN w Łodzi z dnia 4 października 1954. W skład jednostki weszły obszary dotychczasowych gromad Cecelin, Czechowice, Feliksów, Gawerków, Karolinów, Sokołówka, Żelechlin, Żelechlinek i Stanisławów (z wyłączeniem przysiółka Stanisławów) oraz kolonia Zygmuntów z dotychczasowej gromady Świniokierz Nowy ze zniesionej gminy Żelechlinek w tymże powiecie. Dla gromady ustalono 20 członków gromadzkiej rady narodowej.
29 lutego 1956 do gromady Żelechlinek przyłączono kolonię Zygmuntów z gromady Węgrzynowice w tymże powiecie.
1 stycznia 1958 do gromady Żelechlinek przyłączono obszar zniesionej gromady Bukowiec.
31 grudnia 1959 do gromady Żelechlinek przyłączono obszar zniesionej gromady Naropna oraz kolonię Świniokierz ze zniesionej gromady Węgrzynowice.
Gromada przetrwała do końca 1972 roku, czyli do kolejnej reformy gminnej. 1 stycznia 1973 w powiecie rawskim reaktywowano gminę Żelechlinek (od 1999 gmina leży w powiecie tomaszowskim).